# Matrice diagonală
În algebra liniară, o matrice diagonală este o matrice (de obicei matrice pătratică) în care elementele din afara diagonalei principale (↘) sunt zero. Elementele de pe diagonală pot fi nule sau nenule. Astfel, matricea D = (di,j) cu n linii și n coloane este diagonală dacă:
{\displaystyle d_{i,j}=0{\mbox{ if }}i\neq j\ \forall i,j\in \{1,2,\ldots ,n\}}
De exemplu, următoarea matrice este diagonală:
{\displaystyle {\begin{bmatrix}1&0&0\\0&4&0\\0&0&-2\end{bmatrix}}}